# Église de Muuruvesi
L’église de Muuruvesi (finnois : Muuruveden kirkko) à Muuruvesi est une église luthérienne construite dans la ville de Kuopio en Finlande,.

## Description
L'église en granite conçue par l’architecte Josef Stenbäck est construite de 1901 à 1904.
Elle est de  style nationaliste romantique, avec son asymétrie et ses grands vitraux ronds. 
Elle offre 1200 sièges et a une superficie de 690 m2.
Les orgues à 16 jeux de la fabrique d'orgues de Kangasala datent de 1981. 
Les cloches sont de 1903.